# Psilopogon cyanotis
Psilopogon cyanotis — вид дятлоподібних птахів родини бородастикових (Megalaimidae).

## Поширення
Вид поширений в Південно-Східній Азії від східного Непалу через північний схід Індії до південного Таїланду та Індокитаю. Населяє чагарники та ліси до висоти 1600 м над рівнем моря.

## Опис
Дрібний птах завдовжки 16-17 см. Оперення зеленого кольору. Має малинові плями на щоках. Горло та вушні покриви синього кольору. Чорна смуга проходить між горлом і грудьми. Дзьоб чорний. У дорослого самця чорний лоб.

## Підвиди
- P. c. cyanotis — від південного сходу Непалу, Бангладеш та північного сходу Індії до М'янми, північного Таїланду та південного Китаю
- P. c. orientalis — від східного Таїланду до Камбоджі, Лаосу та В'єтнаму
- P. c. stuarti (Robinson & Kloss, 1919) — південь Таїланду